# Ллойд, Гарольд
Га́рольд Кле́йтон Ллойд (англ. Harold Clayton Lloyd; 20 апреля 1893 — 8 марта 1971) — американский актёр и кинорежиссёр, известен своими немыми комедиями. Гарольд Ллойд, наряду с Чарли Чаплином и Бастером Китоном, — один из наиболее популярных и влиятельных киноактёров эпохи немого кино. Ллойд снялся примерно в 200 юмористических фильмах, и немых и звуковых, между 1913 и 1947 годами. Хотя отдельные фильмы Ллойда были в среднем не столь коммерчески успешны, как фильмы Чарли Чаплина, он их успел сделать гораздо больше (он сделал двенадцать полнометражных фильмов в 20-х годах, а Чаплин — только три), и они принесли больше денег в целом (15,7 млн долл. США; а фильмы Чаплина 10,5 млн долл. США). Премия «Оскар» за выдающиеся заслуги в кинематографе (1953).
Гарольд Ллойд — один из основателей Академии кинематографических искусств и наук.

## Биография
Ллойд родился в городе Бурчард, Небраска, его родители — Джеймс Дарси Ллойд и Сара Элизабет Фрейзер. Его прадеды со стороны отца были из Уэльса. Ллойд переехал на запад США со своей семьей, после того как его отец потерпел неудачу в одном из многочисленных предприятий.
Он играл в театре с детства и начал участвовать в «однокатушечных» (10—12 минут) комедиях вскоре после переезда в Сан-Диего, Калифорния, в 1912 году. Ллойд скоро начал работать с кинокомпанией Томаса Эдисона и в конечном итоге вступил в партнерство с актёром и режиссёром Хэлом Роучем, который организовал свою собственную студию в 1913 году. Трудолюбивый Ллойд стал самым успешным из комедийных актёров Роуча между 1915 и 1919.
Он нанял Биби Даниелс на роль актрисы второго плана в 1914 году; между ними существовали романтические отношения, и они были известны публике как «Мальчик» и «Девочка» («The Boy», «The Girl»). В 1919 году она покинула Ллойда, так как стремилась к более драматическим ролям. Ллойд в 1919 году заменил Дэниэлс Милдред Дэвис, которую заметил в фильме, рекомендованном ему Хэлом Роучем. Первая реакция Ллойда, когда он её увидел: «Она выглядит как большая французская кукла!»
Один из первых персонажей Ллойда, «Одинокий Люк», был по его собственному признанию имитацией Чаплина. Главная разница была в том, что у «Люка» одежда была не слишком большая, а слишком маленькая. Позднее Ллойд расскажет, что «не собирался вечно быть третьеразрядным подражателем кого бы то ни было, даже такого гения, как Чаплин». В 1918 году Ллойд и Роуч разработали «Персонажа с очками» («Glasses character», который всегда назывался «Гарольдом» в фильмах), гораздо более зрелый комедийный персонаж, способный вызывать большое сочувствие и обладающий эмоциональной глубиной. Ллойд — автор идеи показа своих фильмов перед так называемой «test audience», до того как выпускать их в широкий прокат. Он это делал уже в 1919 году.
Начиная с 1921 года Ллойд и Роуч перестали делать короткометражные фильмы, и с тех пор Ллойд занимался только полнометражными (с одним исключением — в 1923 году был снят короткий фильм вместе с детьми из «Our Gang» во время съёмок «Why Worry?»). Первый полнометражный фильм Ллойда, «Прирождённый моряк» (1921), оказался полнометражным совершенно случайно: лента была длиннее, чем изначально планировалась, но людям из «test audience» так понравился получившийся фильм, что решили ничего не обрезать.
Его следующий фильм «Бабушкин внучек» (1922), наряду с «Малышом» (1921) Чаплина, впервые использовал сочетание сложного характерного развития и комедии в фильме.
Изображение Ллойда, висящего на стрелках часов высоко над улицей в фильме «Безопасность прениже всего!» (1923), является одним из наиболее знаменитых изображений в истории кино. Ллойд делал большинство этих опасных трюков сам, несмотря на увечье, полученное во время съёмок «Haunted Spooks» (1920) — авария с бомбой привела к потере большого и указательного пальцев правой руки (это было скрыто в фильмах специальной протез-перчаткой).
Гарольд Ллойд скончался от рака простаты 8 марта 1971 года в возрасте 77 лет. Актёр похоронен на кладбище Форест-Лаун в калифорнийском Глендейле.

### Ллойд в масонстве

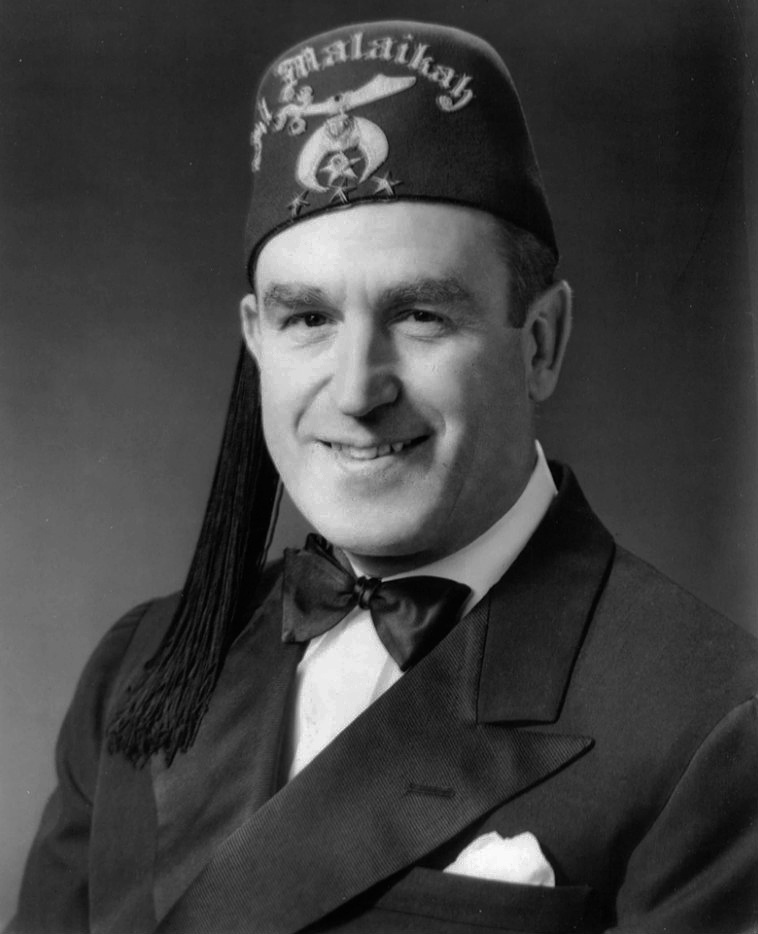
Гарольд Ллойд в феске Shriners

В 1925 году, в разгар своей кинокарьеры, Ллойд вступил в голливудскую масонскую ложу «Александр Гамильтон» № 535. Он достаточно быстро продвинулся по степеням в Йоркском и Шотландском уставах. В Йоркском уставе он получил степень Королевской арки, а в Шотландском уставе получил 32° — верховного князя царственной тайны. В конечном итоге он достиг 33° ДПШУ.
На протяжении многих лет, когда его активность в кинобизнесе снизилась, он больше внимания стал уделять деятельности в масонстве. Ллойд был членом благотворительной парамасонской организации Shriners и руководил Империалом Shriners в Северной Америке. На церемонии вступления в эту должность, 25 июля 1949 года, присутствовало 90 тыс. членов Shriners, а само мероприятие проходило на Солджер-филд. На этом торжественном мероприятии присутствовал президент США Гарри Трумэн, который также был членом Shriners и обладал 33° Шотландского устава.

## Фильмография

### Уцелевшие короткометражные фильмы
Это фильмы, которые, насколько известно, существуют в разных киноархивах мира. Некоторые из них также можно найти на видеокассетах или DVD. Многие негативы ранних короткометражных фильмов были утеряны во время пожара в его доме в 1943 году. Он бережно хранил полнометражные фильмы, и они остаются в отличном состоянии.

#### Ранние
- 1913 — Rory o' the Bogs
- 1913 — The Twelfth Juror
- 1914 — / Give and Take
- 1915 — / Just Nuts — Willie Work (April 19)
- 1915 — / Miss Fatty’s Seaside Lovers — вместе с Роско Арбаклом
- 1915 — / Court House Crooks, или Courthouse Crooks — Молодой безработный (не упоминается в титрах)
- 1915 — / A Submarine Pirate — Повар

#### Одинокий Люк
- 1915 — / Some Baby — вместе с Снаб Поллардом
- 1915 — / Giving Them Fits
- 1915 — / Peculiar Patients' Pranks
- 1916 — / Luke, the Candy Cut-Up
- 1916 — / Luke and the Rural Roughnecks
- 1916 — / Luke, Crystal Gazer
- 1916 — / Luke Joins the Navy
- 1916 — / Luke and the Bang-Tails, или Luke and the Bangtails
- 1916 — «Неразбериха в кинотеатре» / Luke’s Movie Muddle, или The Cinema Director
- 1916 — / Luke Locates the Loot
- 1916 — / Luke’s Shattered Sleep
- 1917 — / Lonesome Luke on Tin Can Alley
- 1917 — / Lonesome Luke, Messenger (1917)
- 1917 — / Lonesome Luke’s Wild Women (1917)

#### Glasses character («The Boy»)
- 1917 — / Over the Fence
- 1917 — / Pinched
- 1917 — / By the Sad Sea Waves
- 1917 — / Bliss
- 1917 — / Rainbow Island
- 1917 — «Флирт» / The Flirt
- 1917 — / Lonesome Luke in When Clubs Are Trump — «Одинокий Люк в фильме „Когда трефы — козыри“»
- 1917 — / All Aboard
- 1917 — / Move On
- 1917 — / Bashful
- 1917 — / Step Lively
- 1918 — / Back to the Woods
- 1918 — / The Tip
- 1918 — / Beat It
- 1918 — / A Gasoline Wedding
- 1918 — / Look Pleasant, Please
- 1918 — / Here Come the Girls
- 1918 — / Let’s Go
- 1918 — / Pipe the Whiskers — Janitor
- 1918 — / It’s a Wild Life
- 1918 — «Безостановочный ребёнок» / The Non-Stop Kid
- 1918 — «Два пистолета Гасси» / Two-Gun Gussie
- 1918 — «Пожарный, спасите моего ребёнка» / Fireman, Save My Child
- 1918 — «Городской пройдоха» / The City Slicker
- 1918 — «Где-то в Турции» / Somewhere in Turkey
- 1918 — / An Ozark Romance
- 1918 — «Обманщики действительно нечестны?»/ Are Crooks Dishonest? иногда ошибочно под названием Doing, Doing, Done
- 1918 — / Why Pick on Me?
- 1918 — / Hear 'Em Rave
- 1918 — / Take a Chance
- 1918 — / She Loves Me Not
- 1918 — / On the Jump
- 1919 — / Pay Your Dues
- 1919 — / Going! Going! Gone!
- 1919 — «Спросить отца» / Ask Father
- 1919 — «Повар» или «В огне» / On the Fire — The Chef
- 1919 — «У меня своя дорога» / I’m on My Way
- 1919 — / Look Out Below
- 1919 — / Next Aisle Over
- 1919 — «Сэмми в Сибири» / A Sammy In Siberia
- 1919 — «Молодой мистер Джаз» / Young Mr. Jazz
- 1919 — «Поднять занавес!» / Ring Up the Curtain — Back-Stage!
- 1919 — «Марафон» / The Marathon
- 1919 — «Весенняя лихорадка» / Spring Fever
- 1919 — «Билли Блейзес, эсквайр»/ Billy Blazes, Esq. — Billy Blazes
- 1919 — «Соседи» / Just Neighbors
- 1919 — / At the Old Stage Door
- 1919 — «Никогда меня не трогай» / Never Touched Me
- 1919 — / Count Your Change
- 1919 — / Chop Suey & Co.
- 1919 — «Будьте моей женой» / Be My Wife
- 1919 — «Не толкайтесь» / Don’t Shove
- 1919 — «Натыкаясь на Бродвей» / Bumping Into Broadway
- 1919 — «Только его отец» / His Only Father
- 1919 — «Дети капитана Кидда» / Captain Kidd’s Kids
- 1919 — «Из рук в рот» / From Hand to Mouth
- 1920 — «Его королевская хитрость» / His Royal Slyness
- 1920 — «Явление привидений» / Haunted Spooks
- 1920 — «На диком западе» / An Eastern Westerner
- 1920 — «Головокружение» / High and Dizzy
- 1920 — «Выйдите и доберитесь» / Get Out and Get Under или My Beautiful Automobile
- 1920 — «Номер, пожалуйста» / Number, Please?
- 1921 — «Сейчас или никогда» / Now or Never
- 1921 — «Высший свет» / Among Those Present
- 1921 — «Я согласен» / I Do
- 1921 — «Никогда не ослабевать» / Never Weaken

#### Поздние
- 1923 — «Псы войны» / Dogs of War
- 1925 — «Пародии» / Charaster Studies

### Полнометражные фильмы
- 1921 — «Прирождённый моряк» / A Sailor-Made Man
- 1922 — «Бабушкин внучек» / Grandma’s Boy
- 1922 — «Доктор Джек» / Doctor Jack
- 1923 — «Безопасность прениже всего!» / Safety Last!
- 1923 — «Зачем беспокоиться?»/ Why Worry?
- 1924 — «Женобоязнь» (другой перевод названия — «Застенчивый») / Girl Shy
- 1924 — «Горячая вода» / Hot Water
- 1925 — «Первокурсник» / The Freshman
- 1926 — «По воле небес» / For Heaven’s Sake
- 1927 — «Младший брат» / The Kid Brother
- 1928 — «Гонщик» / Speedy
- 1929 — «Добро пожаловать, опасность» / Welcome Danger
- 1930 — «Ногами вперёд» / Feet First
- 1932 — «Безумие кино» / Movie Crazy
- 1934 — «Кошачья лапа» The Cat’s-Paw
- 1936 — «Млечный путь» / The Milky Way
- 1938 — «Профессор, остерегайся» / Professor Beware
- 1947 — «Сумасшедшая среда, или Грех Гарольда Диддлбока» / The Sin of Harold Diddlebock или Mad Wednesday (есть две немного разные англоязычные версии фильма)

## Награды
- 1953 — Премия «Оскар» за выдающиеся заслуги в кинематографе[4][5].